# Karl Knoblauch (Offizier)
Karl Knoblauch (* 24. Juni 1921) ist ein ehemaliger deutscher Offizier im Zweiten Weltkrieg. Seine Erlebnisse aus jener Zeit verarbeitete er als Autor mehrerer Bücher, in denen er den Krieg und die Auswirkungen auf die Zivilbevölkerung dokumentiert.

## Leben
1938 trat der damals 17-Jährige freiwillig in den Militärdienst ein. Er besuchte zunächst die Heeres-Unteroffizierschule Frankenstein in Schlesien. Im darauffolgenden Jahr kam er als Unteroffizier zur Radfahrschwadron 195 der 95. Infanteriedivision, nahm am Feldzug gegen Frankreich teil und half bei der „Sicherung des Westwalls“. Nach dem Frankreichfeldzug meldete sich Knoblauch bei der Luftwaffe und ließ sich zum Beobachter ausbilden. Anschließend wurde er mit der 4.(F)/14 Fernaufklärerstaffel im Mittelabschnitt der Ostfront eingesetzt. Mit seiner Ju-88 erlebt Knoblauch die schweren und verlustreichen Einsätze bei den Schlachten um Smolensk, vor Moskau und Rshew und die großen Rückzugsbewegungen ab 1943. Bei einem russischen Jägerangriff wurde er schwer verwundet und musste seine Staffel verlassen. Nach seiner Genesung im Lazarett meldete sich Knoblauch zum Fallschirm-Panzerkorps Hermann Göring. Er wurde als Zugführer im Fallschirmpanzerfüsilierbataillon 2 eingesetzt und erlebte die Abwehrschlachten um Ostpreußen 1944 und 1945. Im Frühjahr 1945 wurde Knoblauch ein weiteres Mal verwundet und flüchtete über das auftauende Haff auf einen Fliegerhorst in Jagel bei Schleswig. Hier erlebte er die Kapitulation und das Ende des Krieges.
Die Erlebnisse aus dieser Zeit dokumentierte Knoblauch in mehreren Büchern.
Karl Knoblauch wurde nach 165 Einsätzen mit dem Eisernen Kreuz 1. Klasse und dem Deutschen Kreuz in Gold ausgezeichnet.

## Werke
- Zwischen Metz und Moskau, Ronnenburg 1992, Flechsig, Würzburg 2007, ISBN 3-88189-719-4
- Der letzte Hieb, Ronnenburg 1992
- Dem Ende entgegen, Flechsig, Würzburg 2007, ISBN 3-88189-720-8
- Kampf und Untergang der 95. Infanteriedivision, Flechsig, Würzburg 2008, ISBN 978-3-88189-771-6